# 第1軍団ミネルウァ
第1軍団ミネルウァ(Legio I Minerva)は、ローマ軍団の一つ。西暦82年にローマ皇帝ドミティアヌスによって、ゲルマン系カッティ族に対する戦役のために編成された。この軍団の通称は女神ミネルヴァであり、軍団の守護者とされていた。軍団の記録は4世紀半ばにまで及び、ライン川国境に駐在していたとある。軍団の紋章はミネルヴァ女神の像影である。
軍団の駐屯地はボンナ(Bonna - 現在のドイツ、ボン）であり、編成当初から主要な駐屯地となっていた。89年にゲルマニア・スペリオルの総督が反乱を起こすと、反乱に抗してドミティアヌスを支持。この行為にドミティアヌスから感謝の意として「ピア・フィデリス・ドミティアナ (Pia Fidelis Domitiana - 『ドミティアヌスへの忠誠と信義ある軍団』の意）のコグノーメンが贈られている。